# Йотабіт
Йотабіт — одиниця вимірювання двійкової інформації при передачі цифрових даних або збереженні. Префікс йота (символ Й) визначається в Міжнародній системі одиниці (SI) як множник 1024 (1 septillion, коротка шкала), і таким чином
1 йотабіт = 1024біт = 1000000000000000000000000біт = 1000 зетабіт.
Йотабіт позначається як Йбіт або Йб.
Йотабіт має відношення до одиниці йобібіт, це множник, що є двійковим префіксом йобі того ж порядку величини, which is equal to 280біт = 1208925819614629174706176біт, або є приблизно на 21% більшим за йотабіт.